# Sterculioideae
A Sterculioideae a kétszikűek (Magnoliopsida) közé tartozó mályvafélék (Malvaceae) egyik alcsaládja tizenhárom nemzetséggel, köztük a kólával (Cola). Az alcsalád a sokáig önálló családnak tekintett Sterculiaceae család felosztásával és a mályvafélék (Malvaceae) családba sorolásával jött létre.

## Elterjedésük, élőhelyük
Pántropikus taxon: legtöbb fajuk a trópusokon él. Előfordulnak Új-Kaledóniában, a Csendes-óceán szigetein, Dél-, Délkelet- és Kelet-Ázsiában, valamint a Szunda-szigeteken és Észak-Ausztráliában, Madagaszkáron, Afrika és Dél-Amerika trópusi régióiban, Közép-Amerikában és a Karib-tenger szigetein. A legnagyobb diverzitásukat Délkelet-Ázsiában mutatták ki.
Az alcsaládot egyes szerzők 12 nemzetségre bontják; mások a Heritiera nemzetségtől elkülönítik a Tarrietia és az Argyrodendron nemzetségeket; ezekben a rendszerekben az alcsalád 14 nemzetséget fog össze
Az egyes nemzetségek és élőhelyeik:
- Acropogon: 22 faj  Új-Kaledóniában;
- Argyrodendron: 10 faj Ausztráliában;
- lángfa (Brachychiton): 31 faj Ausztráliában és Új-Guineában;
- Cola: közel 100 faj Afrikában;
- Firmiana: 12 faj Délkelet-Ázsiában és a Csendes-óceán szigetein;
- Franciscodendron: 1 faj Ausztráliában;
- Heritiera: 35 faj, a többségük Ázsiában, de egy faj, a Tarrietia utilis Nyugat-Afrikában és egy másik faj, a mangrovetulipán (Heritiera littoralis) Kelet-Afrikától Indián át a Csendes-óceán nyugati medencéjéig a mangrovemocsarakban és a tengerparti mangroveerdőkben;
- Hildegardia 12 faj; ebből:
  - Afrikában 3,
  - Madagaszkáron 4,
  - Dél-Ázsiában 3,
  - Kubában 1,
  - Ausztráliában 1;
- Octolobus: 2-3 faj Afrikában;
- Pterocymbium: 10 vagy több faj  Délkelet-Ázsiában;
- Pterygota: 20 faj, a többségük Óvilági, de néhány neotropikus és egyikük egészen Ausztráliáig eljutott;
- Scaphium: 10 faj  Délkelet-Ázsiában;
- Sterculia mintegy 200–300 faj, pántropikus.

## Megjelenésük, felépítésük
Virágzatuk alapján könnyen megkülönböztethetők a többi alcsaládtól.